# Páni z Lippe
Páni z Lippe (německy Haus Lippe) je starobylá německá panovnická dynastie. Zakladatelem rodu je Bernhard I., který se v roce 1123 stal prvním pánem z Lippe. Rod nevládne od roku 1918, kdy byly svrženy všechny německé monarchie včetně knížat z Lippe a Schaumburgu-Lippe.
Současnou hlavou dynastie je princ Stephan, vnuk posledního knížete z Lippe Leopolda IV. Ten pocházel z vedlejší větve Lippe-Biesterfeld, která získala knížecí hodnost v roce 1905, poté co vymřela starší vládnoucí linie Lippe-Detmold. O trůn se také ucházela mladší větev, která vládla jako knížata v Schaumburgu-Lippe. Nakonec ale získala trůn linie Biesterfeld.
Synovec knížete Leopolda IV., princ Bernhard z Lippe-Biesterfeldu si v roce 1937 vzal za ženu budoucí nizozemskou královnu Juliánu. Měli spolu 4 dcery, mezi nimi i Beatrix, jež byla v letech 1980–2013 nizozemskou královnou, ponechala si však příjmení své matky Oranje-Nassau.